# Sci di fondo ai III Giochi olimpici invernali - 50 km maschile
La competizione sulla distanza di 50 km di sci di fondo si disputò il 13 febbraio dalle ore 11:00 e presero il via 32 atleti di 9 diverse nazionalità. 

## Risultati
| Pos.    | Atleta              | Nazione        | Tempo    |
| ------- | ------------------- | -------------- | -------- |
| Oro     | Veli Saarinen       | Finlandia      | 4:28'00" |
| Argento | Väinö Liikkanen     | Finlandia      | 4:28'20" |
| Bronzo  | Arne Rustadstuen    | Norvegia       | 4:31'53" |
| 4       | Ole Hegge           | Norvegia       | 4:32'04" |
| 5       | Sigurd Vestad       | Norvegia       | 4:32'40" |
| 6       | Sven Utterström     | Svezia         | 4:33'25" |
| 7       | Tauno Lappalainen   | Finlandia      | 4:45'02" |
| 8       | John Lindgren       | Svezia         | 4:47'22" |
| 9       | Gustaf Jonsson      | Svezia         | 4:49'52" |
| 10      | Antonín Bartoň      | Cecoslovacchia | 4:52'24" |
| 11      | Vladimír Novák      | Cecoslovacchia | 4:52'44" |
| 12      | Erminio Sertorelli  | Italia         | 4:59'00" |
| 13      | Jaroslav Feistauer  | Cecoslovacchia | 5:00'19" |
| 14      | Jan Cífka           | Cecoslovacchia | 5:01'50" |
| 15      | Richard Parsons     | Stati Uniti    | 5:13'59" |
| 16      | Kaare Engstad       | Canada         | 5:19'19" |
| 17      | Iwao Ageishi        | Giappone       | 5:19'31" |
| 18      | Saburo Iwasaki      | Giappone       | 5:21'40" |
| 19      | Nils Backstrom      | Stati Uniti    | 5:25'40" |
| 20      | Robert Reid         | Stati Uniti    | 5:26'06" |
| -       | Norton Billings     | Stati Uniti    | DNF      |
| -       | Giovanni Delago     | Italia         | DNF      |
| -       | Francesco De Zulian | Italia         | DNF      |
| -       | Hubert Douglas      | Canada         | DNF      |
| -       | Heigoro Kuriyagawa  | Giappone       | DNF      |
| -       | Martti Lappalainen  | Finlandia      | DNF      |
| -       | Sivert Mattsson     | Svezia         | DNF      |
| -       | Zdzisław Motyka     | Polonia        | DNF      |
| -       | Walter Ryan         | Canada         | DNF      |
| -       | Stanisław Skupień   | Polonia        | DNF      |
| -       | Ole Stenen          | Norvegia       | DNF      |
| -       | Kinzo Taniguchi     | Giappone       | DNF      |